# Little Hell (Delaware)
Little Hell é uma comunidade não registada no Condado de Kent, Delaware . Sua elevação é 26 pés (7,9 m)     e a sua posição de 39° 02′ 30″ N, 75° 27′ 24″ O . Fica a oeste de Bowers Beach, no cruzamento da Delaware Route 1 e Bowers Beach Road, e faz fronteira com a comunidade não registrada de Little Heaven .

## História
Enquanto Little Heaven foi construída para os trabalhadores irlandeses de Jehu Reed, Little Hell foi construído para os trabalhadores afro-americanos na plantação de frutas de Jonathan Willis. As duas plantações compartilhavam o mesmo prado, separado por um riacho, um ramo de Murderkill Neck, apelidado de "The River Styx" em referência a Styx pela mitologia grega . Os relatórios de jornais disseram que a área recebeu esse nome quando um grupo de excursionistas do século XIX foi atacado enquanto viajava pela estrada de Dover a Bowers Beach.